# Nowa Zagość
Nowa Zagość – wieś w Polsce położona w województwie świętokrzyskim, w powiecie pińczowskim, w gminie Pińczów.
W latach 1975–1998 miejscowość administracyjnie należała do województwa kieleckiego.